# Еленія рудоголова
Еле́нія рудоголова (Elaenia ruficeps) — вид горобцеподібних птахів родини тиранових (Tyrannidae). Мешкає в Південній Америці.

## Опис
Довжина птаха становить 13-15 см. Верхня частина тіла темно-коричнева, на тімені рудувата пляма. На крилах дві світло-сірі смужки. Кінчик хвоста білий. Нижня частина тіла кремова, боки оливково-сірі.

## Поширення і екологія
Рудоголові еленії локально поширені на південному сході Колумбії (від Мети на схід до Ґуайнії і Ваупесу), на південному сході Венесуели (Болівар, Амасонас), на заході Гаяни, на північному узбережжі Французької Гвіани і Суринаму, а також на півночі Бразилії (північ Рорайми і Амапи, по обох берегах Амазонки в середній її течії та в долині річки Куруру на півночі штату Пара). Вони живуть в сухих і вологих рівнинних тропічних лісах, в саванах і сухих чагарникових заростях, в дубових гаях і заростях пальм Mauritia flexuosa в долинах річок. Зустрічаються на висоті до 1400 м над рівнем моря. Живляться комахами, яких шукають серед рослинності, а також плодами. Шукають їжу серед рослинності, на висоті до 8 м над землею. Гніздо чашоподібне, зроблене з гілочок і рослинних волокон. В кладці 2 яйця.